# 长子崔府君庙大殿
长子崔府君庙大殿，位于山西省长治市长子县。
2013年3月5日，长子崔府君庙大殿公布为第七批全国重点文物保护单位。